# Carta de libertades
La Carta de libertades, en inglés Charter of Liberties, fue una proclamación escrita del rey Enrique I de Inglaterra que hizo con motivo de su coronación en el año 1100. El propósito era concretar la posición de la monarquía hacia los nobles, el clero y los ciudadanos. Este documento pretendía también acabar con los abusos de poder ejercidos por sus antecesores, en especial su hermano Guillermo el Rojo, lo que había sido motivo de queja por parte de la nobleza, sobre todo por la imposición de tasas abusivas a los barones, el aprovechamiento de las sedes eclesiásticas vacantes, la práctica de simonía y la incautación de las prebendas eclesiásticas. Los monarcas posteriores no hicieron mucho caso de este documento, hasta que en 1213, el arzobispo Langton recordó a los nobles que sus derechos habían sido garantizados un siglo antes y se inició una revuelta para exigir lo que ya se les había concedido, que desembocó en la proclamación de la Carta Magna. Con el paso de los años este último documento llegó a eclipsar la importancia del primero, pero desde el siglo  XIX los historiadores Frederick Maitland y Frederick Pollock hicieron que se reconociera el mérito de la Carta de libertades como marco primordial que originó la Carta Magna.

## Contexto

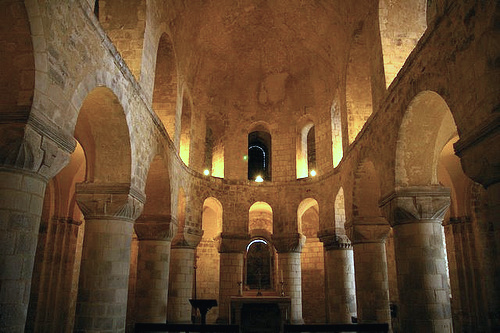
La Carta de libertades fue proclamada en el interior de la capilla normanda de la Torre de Londres.

Enrique I de Inglaterra, de apodo Beauclerk, que era como si le dijeran «literato» porque al ser el hijo menor había recibido una esmerada educación, algo extraño para alguien que debía ser rey pero no tanto para alguien que debía ser clérigo. Enrique sabía leer latín, tenía conocimientos sobre historia natural y, todavía más importante, sobre legislación inglesa. Recibió 5.000 libras de plata en la herencia de su padre pero ningún territorio para gobernar o para obtener rentas. Empleó ese dinero para comprar una hacienda en la península de Cotentin, en Normandía, que adquirió por 3.000 libras a su hermano el duque Roberto II.
Tras la muerte de Guillermo I de Inglaterra tuvieron disputas e intrigas políticas entre los hermanos que hicieron que Enrique acabara como prisionero durante dos años de Roberto, que entonces era rey de Inglaterra. En 1096, Robertp marchó a la primera cruzada, Enrique juró lealtad al otro hermano Guillermo II de Inglaterra, que se apoderó de Normandía durante la ausencia de Roberto. Guillermo II murió en un accidente de caza el 2 de agosto del 1100. Con Guillermo muerto y Roberto ausente, Enrique reclamó el trono.
Enrique I tuvo que enfrentarse con tres problemas políticos:
1. Los condes y barones no lo aceptaban.
2. Había un antagonismo con la Iglesia, en especial con el arzobispo Anselmo de Canterbury.
3. La población anglosajona recelaba de un rey extranjero.

Enrique realizó un acercamiento con el arzobispo Anselmo y buscó la reconciliación con la Iglesia. Se casó con Edith, la hija del rey Malcolm III de Escocia, que descendía en parte de los reyes anglosajones y así se ganó el favor del pueblo. Ella, incluso se cambió el nombre por uno más normando Mathilda, pero los barones y condes seguían insatisfechos. Para asegurar su trono, Enrique tenía que hacer algo más.
Su hermano Guillermo, había proclamado una ley en 1093, cuando estaba enfermo y pensaba que podía morir en poco tiempo. El texto de esta ley no se ha conservado pero se cree que amnistiaba algunos presos, perdonaba deudores y aseguraba que sus sucesores respetarían las leyes de Dios. Fueran cuales fueran las promesas del documento, cuando se recuperó no las respetó.
Enrique I de Inglaterra, decidió conversar con los nobles y, una vez conocidas cuáles eran sus quejas decidió hacer algunas concesiones, el resultado fue la Carta de libertades, llamada así porque establecía lo que cada parte era libre de hacer sin incurrir en ofensa ya fuera el rey hacia los nobles o viceversa.

## Contenido
Contenía catorce declaraciones.
| Declaración   | Resumen |
| Primera       | El rey se comprometía a no apoderarse de bienes de la Iglesia. |
| Segunda       | Cuando un noble muriera, sus descendientes no deberían pagar al rey para recibir la herencia, sino que se seguiría lo establecido por la tradición. |
| Tercera       | Cuando un noble quisiera casar una hija u otra dama bajo su custodia, debería pedir el consentimiento del rey, aunque este no se opondría a la realización de un matrimonio prudente. Cuando una viuda quisiera volverse a casar, se le permitiría siempre que no fuera con un enemigo del rey. |
| Cuarta        | Las viudas podrían heredar de los difuntos maridos y los hijos huérfanos, bajo custodia de un noble, tendrían la posesión de las tierras del huérfano mientras durara la minoría y respetarían la ley.                                                                                          |
| Quinta        | Quedaba prohibido apoderarse de señoríos comunales, excepto los concedidos por Guillermo II. |
| Sexta         | Quedaban condonados las deudas adquiridas con el rey Guillermo II, excepto los relacionados con herencias. |
| Séptima       | Si un noble empobrecía y perdía sus bienes, conservaría el título y sus hijos serían tratados con la dignidad correspondiente. Las donaciones hechas en una promesa bajo coacción de las armas, no serían ejecutadas.                                                                           |
| Octava        | Si un noble cometía un delito no se aceptaría un soborno para evitar ser juzgado, como había pasado en el reinado anterior, sino que se sometería al castigo establecido por la ley y la costumbre.                                                                                             |
| Novena        | Perdonaba los asesinatos cometidos antes de su coronación y prometía someter a los jueces los cometidos a partir de entonces. |
| Décima        | Los bosques seguirían siendo propiedad real, como ya lo eran con los reyes anteriores. |
| Undécima      | Los caballeros que prestaran servicio militar a la Corona estarían exentos del habitual contribución procedente de la cosecha de sus tierras. |
| Duodécima     | La paz quedaba establecida en todo el reino y el rey velaría para que se mantuviera siempre así. |
| Decimotercera | La ley establecida por el rey Eduardo quedaba en vigor y las enmiendas introducidas por Guillermo II quedaban confirmadas. |
| Decimocuarta  | Cualquier bien tomado por alguien a la Corona, después de la muerte de Guillermo II, debía serle devuelto y, si no se hacía por voluntad propia, se aplicaría una multa. |

Se hizo constar como testigos de este documento: el obispo de Londres Mauricio, el obispo de Winchester Guillem, el obispo de Hereford Gerard, los condes Enrique, Simon y Walter Giffard, Robert de Montfort, Roger Bigot, Eudo el secretario, Robert hijo de Hamo y Robert Malet.

## Aplicación
El padre de Enrique I había sido un gran admirador de las leyes promulgadas por Eduardo el Confesor. Reformó muchas leyes en un esfuerzo por hacer que la ley de Eduardo aconteciera la ley común de Inglaterra, al tiempo que establecía un fuerte gobierno normando basado en el respeto a la tradición. Durante todo el período normando de Inglaterra se proclamaron pocas leyes.
Enrique inició su reinado con la Carta de Libertades, con la que enviaba un mensaje contundente: volvía a la manera de hacer de su padre, que era añorado con nostalgia. Los abusos de Guillermo II quedarían abolidos. La corrupción, el aprovechamiento en beneficio propio de las sedes vacantes y de las custodias, los matrimonios impuestos, los sobornos y otros abusos acabarían. Las deudas y las ofensas del pasado quedaban perdonadas. Las tierras solariegas y los señores feudales que las poseían quedaban liberados de la carga fiscal impuesta desde la época del Danelaw y la ley de Eduardo quedaba restablecida. Esta proclamación se hizo con la presunción de que cada varón aplicaría el mismo tipo de concesiones con sus terratenientes igual como el rey había hecho con los nobles. El historiador Plucknett cree, sin embargo, que esta buena voluntad no siguió la cadena de divulgación que estaba prevista y no alcanzó los niveles sociales más humildes. No era solamente una ley, sino una declaración de principios, una promesa de volver hacia el camino de la ley que había guiado el gobierno en tiempos de Guillermo I, antes de que se llegara al estado de corrupción que tenía el país descontento.
Las promesas hechas en la Carta de libertades no siempre fueron tenidas en cuenta por los sucesivos monarcas ingleses. El mismo rey que las promulgó, Enrique I, sencillamente las ignoró. Los documentos de la Tesorería ( pipe rolls ), establecidos treinta años después, son una prueba de que Enrique I no cumplió con lo establecido. La creación de un organismo para controlar las finanzas (el Échiquier), y además acabar con la corrupción y el fraude fiscal, en realidad sirvió para aumentar el poder de la Corona. El principal ministro responsable de este organismo, el obispo Roger de Salisbury aplicó la ley sobre los terratenientes, que se convirtió en la más severa de Europa. Esto pasó en silencio, sin protestas, y estableció un precedente. A comienzo de su reinado, Enrique hizo un escrito que declaraba el territorio y cada hundred sometidos a la ley de Eduardo el Confesor. Esto hizo que se volviera a aplicar la justicia mediante los tradicionales métodos normandos. Enrique legisló en relación a robos, restauró la pena de muerte —que había sido abolida para esconder los muchos crímenes cometidos por Guillermo I—, y castigó duramente a los que se habían enriquecido con dinero negro, expropiando injustamente a sus terratenientes. Las decisiones de Enrique eran tan bien aceptadas que, incluso, se tomó su brazo como modelo de medida estándar en su país (véase codo).
El ahogamiento de su hijo, el príncipe Guillermo Adelin, en el naufragio del Barco Blanco el 1120, llevó al final de la dinastía normanda. Tras la disputa entre Esteban de Blois y Matilde, el trono pasó a la dinastía Plantagenet. Durante la guerra llamada de la Anarquía inglesa los deberes de los señores quedaron reducidos a criterio personal de cada uno, según unos «límites razonables». La justicia fue en declive hasta el punto que el rey Esteban promulgó el Statutum decretum, que establecía que ningún hijo o hija podía heredar.
También se hubo problemas con la Iglesia, Guillermo I nombraba cargos eclesiásticos, lo que correspondía hacer al papa o a la comunidad de obispos —el papa Gregorio VII había prohibido expresamente esta práctica el 1075—; un conflicto que heredó Enrique I, y la cuestión no quedó suficientemente aclarada con la Carta de libertades. Ivo de Chartres hizo de mediador y finalmente se acordó que el rey estaría presente en los nombramientos pero sería un simple espectador. Este acuerdo se extendió a toda Europa y dio fin al conflicto de las investiduras con el Concordato de Worms del 1122. El gobierno de Enrique I, efectuado desde Westminster, se convirtió muy efectivo. El mecanismo de gobierno de estilo normando fue acompañado de una mano firme, lo que Esteban no tuvo, y la muerte de Enrique se vio como una tragedia, ya que durante siglos se perdió la sensación de vivir en un país donde imperaba la justicia. Durante el reinado de Esteban, los cronistas comenzaron a llamarle Enrique I con el epíteto «León de la Justicia».
Después de tres reyes de la dinastía Plantagenet —Enrique II, Ricardo Corazón de León y Juan sin Tierra— gobernando arbitrariamente, el último rey de este grupo, tuvo que enfrentarse a los barones que exigían recuperar lo establecido en la Carta de libertades; del resultado de las negociaciones que tuvieron surgió otro documento, la Carta Magna.